# Aufs
aufs (in Version 1 Another Unionfs, ab Version 2 advanced multi layered unification filesystem) ist ein Overlay-Dateisystem, das das (scheinbare) Schreiben von Daten auf nicht beschreibbaren Datenträgern (wie z. B. CD-ROMs und DVDs) ermöglicht. Dazu werden mindestens zwei Dateisysteme übereinander gelegt: ein beschreibbares über das nicht beschreibbare Dateisystem. Soll nun eine Datei gelesen werden, wird zunächst versucht, sie auf dem beschreibbaren Dateisystem zu lesen. Ist sie dort nicht vorhanden, wird sie aus dem darunter liegenden, nicht beschreibbaren Dateisystem gelesen. Ein Schreibzugriff erfolgt immer auf das beschreibbare Dateisystem.
aufs ist ein Fork von UnionFS, welches aber von Junjiro Okajima, der auch schon für UnionFS viele Bugfixes geliefert hat, komplett neu entwickelt wurde. Verwendet wird aufs z. B. in Knoppix (ab Version 5.1.0) und löst dort UnionFS wegen Instabilitäten ab.
Trotz einiger Versuche wurde aufs nie in den Linux-Kernel integriert. Der Quellcode wurde als zu wenig kommentiert und zu unleserlich kritisiert. Stattdessen wurde das konkurrierende OverlayFS in den Linux-Kernel aufgenommen.